# Saar-Franken

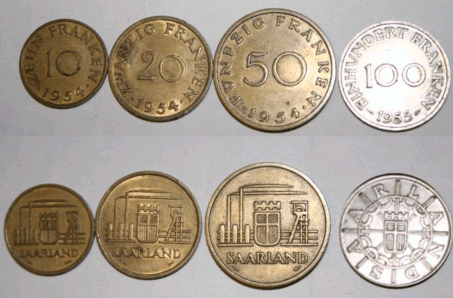
Kursmünzen Saarland, Vorder- und Rückseiten

Saar-Franken war der volkstümliche Name der Münzprägungen, die das autonome Saarland 1954 und 1955 ausgab. Von 1921 bis 1935 und von 1947 bis 1959 war der Französische Franc die Währung des unter Völkerbundverwaltung stehenden Saargebietes (1920–1935), des autonomen Saarlandes (1947–1956) sowie des deutschen Bundeslandes Saarland (1957 bis Juli 1959). Die französischen Münzen wurden 1954/55 durch eigene saarländische Prägungen ergänzt – eine eigene Währung stellten diese sogenannten „Saar-Franken“-Münzen rechtlich jedoch nie dar.

## Geschichte

### 1921–1935

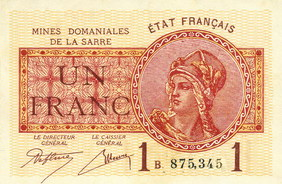
1-Franc-Schein der Saar-Grubenverwaltung, 1920er Jahre

Laut Artikel 45 des Versailler Vertrages aus dem Jahre 1920 stand das neugebildete Saargebiet 15 Jahre lang unter treuhänderischer Verwaltung des Völkerbundes. Gleichzeitig wurde Frankreich das uneingeschränkte Eigentum an den staatlichen Steinkohlengruben im Saarbeckengebiet für die Dauer von 15 Jahren zugestanden. Die Franzosen erhielten auch das Recht, den damit zusammenhängenden Zahlungsverkehr in ihrer eigenen Währung abzuwickeln. Der französische Franc wurde deshalb im Saargebiet zunächst neben der Mark verwendet. Ab dem 1. Juni 1923 wurde dann das Land im wirtschaftlichen Bereich mit Frankreich vereinigt und der französische Franc als allein gültiges Zahlungsmittel eingeführt.
Die staatliche französische Grubenverwaltung gab dabei, zusätzlich zu den normalen französischen Münzen und Scheinen, eigene Scheine zu 50 Centimes, 1 Franc und 2 Francs heraus. Dieses sogenannte „Grubengeld“ war bis 1930 im Umlauf und wurde dann durch reguläres französisches Geld ersetzt.
Nach dem Anschluss des Saargebietes an das Deutsche Reich 1935 wurde umgehend die Reichsmark wieder eingeführt. Der offizielle Umrechnungskurs lag bei 1 Franc = 0,1645 RM.

### 1947–1959
Am 16. Juni 1947 wurde im Saarland als Nachfolgewährung der Reichsmark zunächst die Saar-Mark eingeführt. Am 15. November 1947 wurde die französische Regierung gesetzlich ermächtigt, im Zuge der von ihr gewollten engeren Anlehnung an die eigene Wirtschaft die französische Währung im Saarland einzuführen. Die kurzlebige Saar-Mark wurde im Umtauschverhältnis 20:1 vom Französischen Franken abgelöst. Eingeführt am 20. November 1947, wurde der Franken ab dem 15. Januar 1948 alleiniges gesetzliches Zahlungsmittel im Saarland. Bis zur Prägung eigener Münzen in den Jahren 1954 (10, 20, 50) und 1955 (100 Franken) zirkulierte ausschließlich französisches Bargeld. Eigene Scheine wurden im Saarland nicht gedruckt.
Infolge der Saarabstimmung wurde das Saarland am 1. Januar 1957 als zehntes Bundesland politisch in die Bundesrepublik Deutschland eingegliedert. Die wirtschaftliche Eingliederung fand am 6. Juli 1959, dem sogenannten „Tag X“, statt. An diesem Tag löste die Deutsche Mark den Franken als Währung ab.
Der letzte Tauschkurs betrug 100 Franken = 0,8507 DM oder umgerechnet 1 DM ≈ 117,55 Franken.

## Münzen 1954/55

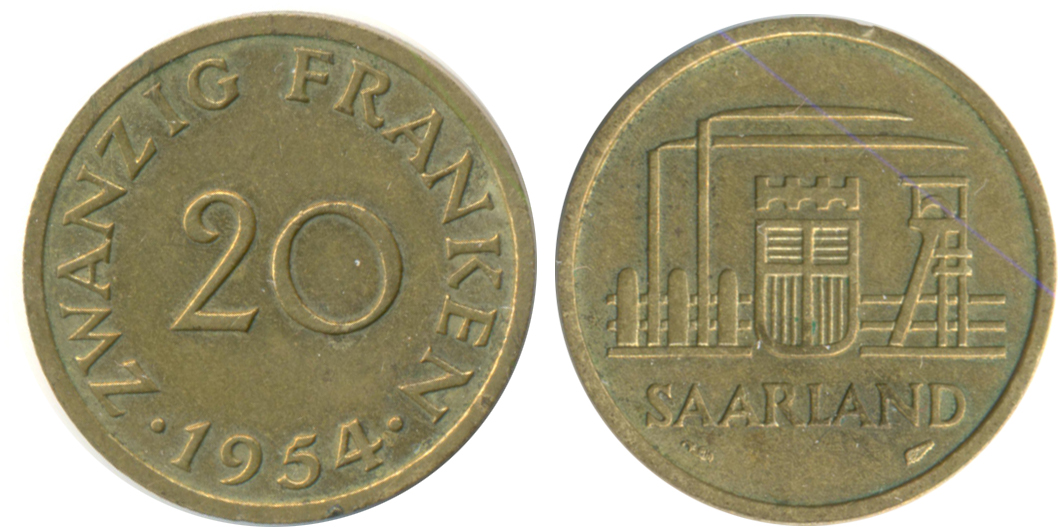
20 Saar-Franken

Die saarländischen Münzen von 1954/1955 entsprachen in Gewicht, Material und Größe den zur selben Zeit geprägten Münzen des französischen Francs, unterschieden sich allerdings von diesen durch die Motive und die deutschsprachigen Inschriften. Die Münzen zu 10, 20 und 50 Franken (mit Prägejahr 1954) zeigten (von links nach rechts) eine Stahlhütte, das saarländische Wappen und den Förderturm eines Bergwerks. Auf der 100-Franken-Münze (Prägejahr 1955) war das von einem Kranz umrahmte Landeswappen als Nabe eines bergmännischen Förderrades zu sehen. Es wurden keine eigenen Banknoten herausgegeben; stattdessen zirkulierten die französischen.